# Islands (King Crimson)
| Recensione | Giudizio    |
| ---------- | ----------- |
| Discogs    |             |
| All Music  |             |
| Ondarock   | Consigliato |

Islands è il quarto album dei King Crimson, pubblicato nel 1971.

## Genesi dell'opera
I King Crimson nel 1971 si presentarono al loro quarto appuntamento discografico con una formazione quasi totalmente nuova: unica costante la presenza dei membri fondatori Robert Fripp e Peter Sinfield, i soli ad aver tenuto in vita il gruppo a partire dal dicembre del 1969 quando, al termine di una tournée negli Stati Uniti, Michael Giles, Greg Lake e Ian McDonald avevano deciso di andarsene.
Fripp, dopo due album realizzati con musicisti presi a prestito fra le sue conoscenze più o meno dirette, all'inizio del 1971 affidò quasi totalmente al fiatista Mel Collins, che aveva suonato in quei due LP, il compito di costituire una formazione finalmente stabile che consentisse al gruppo anche di tornare a esibirsi dal vivo, cosa che non accadeva appunto dal 1969.
Dopo innumerevoli audizioni (fra gli aspiranti cantanti va citato Bryan Ferry, futuro leader dei Roxy Music), la scelta cadde sul batterista Ian Wallace (1946-2007) e sul cantante Raymond "Boz" Burrell (1946-2006) il quale, appena tre mesi prima di debuttare dal vivo col gruppo, imparò anche a suonare il basso con l'aiuto di Fripp, soluzione in extremis seguita all'estenuante e fino ad allora vana ricerca di un nuovo bassista. Alle sedute di registrazione del disco parteciparono anche vari turnisti, alcuni dei quali già apparsi nel precedente album Lizard.
L'album Islands segna l'ultimo capitolo della collaborazione tra Fripp e Peter Sinfield, sin dagli esordi paroliere del gruppo e curatore di suoni e luci dal vivo. Due mesi dopo l'uscita del disco, la band già priva di Sinfield partì per un tour negli Stati Uniti che si concluse il 1º aprile 1972 e dal quale fu tratto l'album dal vivo Earthbound. Subito dopo, fiaccati dalle tensioni interne, anche i musicisti andarono ognuno per la propria strada e Fripp si trovò nuovamente solo a dover "re-inventare da zero" i King Crimson.

## Descrizione
La natura di testi e musiche delle sei tracce di Islands è piuttosto varia: si va dall'intimismo della title track e di Formentera Lady all'omaggio ai Beatles di Come Together nella sardonica Ladies of the Road, canzone dedicata alle groupies; Sailor's Tale è un brano strumentale con chitarra e sax in primo piano che pare già anticipare i Crimson di Larks' Tongues in Aspic, mentre Prelude: Song of the Gulls è una composizione per complesso d'archi ed oboe, rielaborazione di un movimento della Suite N°1 scritta da Fripp nel 1967 e contenuta nell'album The Cheerful Insanity of Giles, Giles & Fripp del 1968; The Letters infine faceva già parte del repertorio della prima formazione del 1969 con il titolo Drop In e un testo totalmente diverso: una versione ancora anteriore, intitolata Why Don't You Just Drop In, risale anch'essa all'epoca di Giles, Giles & Fripp.
In coda al disco fu inserito un frammento senza titolo, tratto dalla seduta di registrazione del brano Prelude: Song Of The Gulls, nel quale si odono gli orchestrali che accordano gli strumenti e Fripp che dà loro istruzioni, per poi staccare il tempo dell'esecuzione; sulla raccolta The 21st Century Guide to King Crimson - Volume One - 1969-1974 pubblicata nel 2004 il frammento compare come una traccia a sé stante, dal titolo Tuning Up.

## La copertina
La copertina di Islands è una fotografia telescopica della nebulosa Trifida nella costellazione del Sagittario; nella prima edizione, tale immagine non era accompagnata da alcuna scritta. L'album fu il primo nella storia del gruppo a contenere – nella sola busta interna – le foto dei musicisti. La prima edizione americana di Islands fu confezionata con la foto della nebulosa relegata all'interno, e le immagini del gruppo, assieme al titolo, sul fronte.

## Tracce
Testi di Peter Sinfield, musiche di Robert Fripp.
Lato A
1. Formentera Lady – 10:14
2. Sailor's Tale (strumentale) – 7:21
3. The Letters – 4:26

Lato B
1. Ladies of the Road – 5:28
2. Prelude: Song of the Gulls (strumentale) – 4:14
3. Islands – 12:49 – include:
ghost track (dopo 1 minuto di silenzio) – 1:36

## Formazione

### Gruppo
- Robert Fripp – chitarra, mellotron, armonium
- Peter Sinfield - testi, suoni, immagini
- Boz Burrell – basso, voce
- Mel Collins – flauto, sassofono, voce
- Ian Wallace – batteria, voce

### Altri musicisti
- Keith Tippett – pianoforte
- Robin Miller – oboe
- Mark Charig – cornetta
- Harry Miller – contrabbasso
- Wilf Gibson - violino

Nota: a parte il solista Robin Miller, i nomi degli orchestrali che eseguono il brano Prelude: Song Of The Gulls non sono noti.